# SN 2010fk
SN 2010fk – supernowa typu IIb odkryta 6 czerwca 2010 roku w galaktyce A161119+5338. W momencie odkrycia miała maksymalną jasność 22,10m.